# Leon Podsiadły
Leon Podsiadły (ur. 1932 w Drocourt, zm. 6 listopada 2020) – polski rzeźbiarz, malarz i rysownik.

## Życiorys
Urodził się w 1932 roku w Drocourt we francuskim departamencie Pas-de-Calais, w rodzinie imigrantów z Polski, jego ojciec pracował m.in. w zakładach lotniczych Breguet. Wraz z rodziną wrócił do Polski w 1947 r. i osiedlił się w Głuszycy koło Wałbrzycha. Początkowo trudne warunki panujące w Polsce go przestraszyły, wraz z bratem ćwiczył przetrwanie w lesie na wypadek ucieczki przez zieloną granicę.

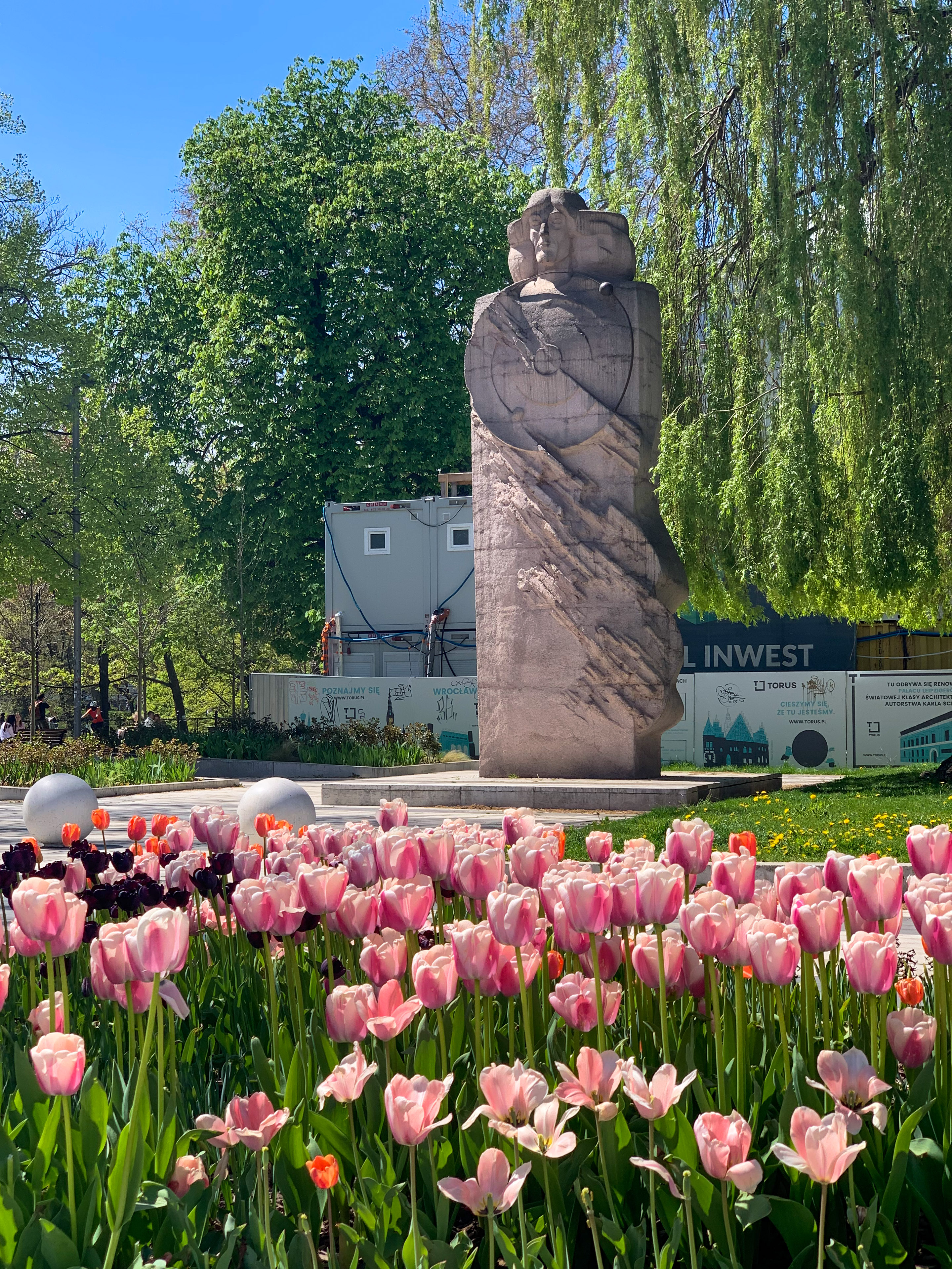
Pomnik Mikołaja Kopernika we Wrocławiu

Uczęszczał do szkoły włókienniczej, ale na zajęciach w kółku plastycznym prowadzący poznał jego talent i namówił na studia artystyczne we Wrocławiu. W latach 1952–1956 studiował w Państwowej Wyższej Szkole Sztuk Plastycznych we Wrocławiu. Rektor Eugeniusz Geppert zachęcał go do skupienia się na malarstwie, zachwycony jego obrazami na plenerze malarskim w Lwówku Śląskim ze względu na mikroskopijną dawkę czerni dodaną do błękitu paryskiego, jednak jak przyznał potem Podsiadły, był to skutek niemycia przez niego pędzli. Będąc pod wrażeniem prof. Borysa Michałowskiego, i z powodu daltonizmu przyjaciela Krystiana Jarnuszkiewicza, który nie mógł studiować malarstwa, zdecydował się na studiowanie wraz z nim rzeźby. W 1958 r. uzyskał dyplom z rzeźby pod kierunkiem Michałowskiego.
Po studiach pracował na swojej byłej uczelni m.in. w latach 1980–1986 jako kierownik Katedry Rzeźby, a w latach 1980–1986 jako dziekan Wydziału Malarstwa, Grafiki i Rzeźby. W 1990 r. otrzymał tytuł profesora nadzwyczajnego. Ponadto był profesorem École Nationale des Arts et Métiers w Konakry, stolicy Gwinei i Opolu.
Członek Grupy Wrocławskiej. Autor licznych pomników, rzeźb plenerowych oraz sepulkralnych, m.in. pomnika Pomordowanych Więźniów Obozu Koncentracyjnego Gross-Rosen Pietrzykowice w Wichrowie, Szlaku II Armii Wojska Polskiego w Trzebnicy i pomnika Mikołaja Kopernika we Wrocławiu. Jego prace wystawiano na wystawach w Atenach, Brunszwiku, Genewie, Monachium, Mons i Krnovie. Zainteresowany sztuką afrykańską, jej wpływy uwidoczniły się w jego twórczości po powrocie z pracy w Gwinei

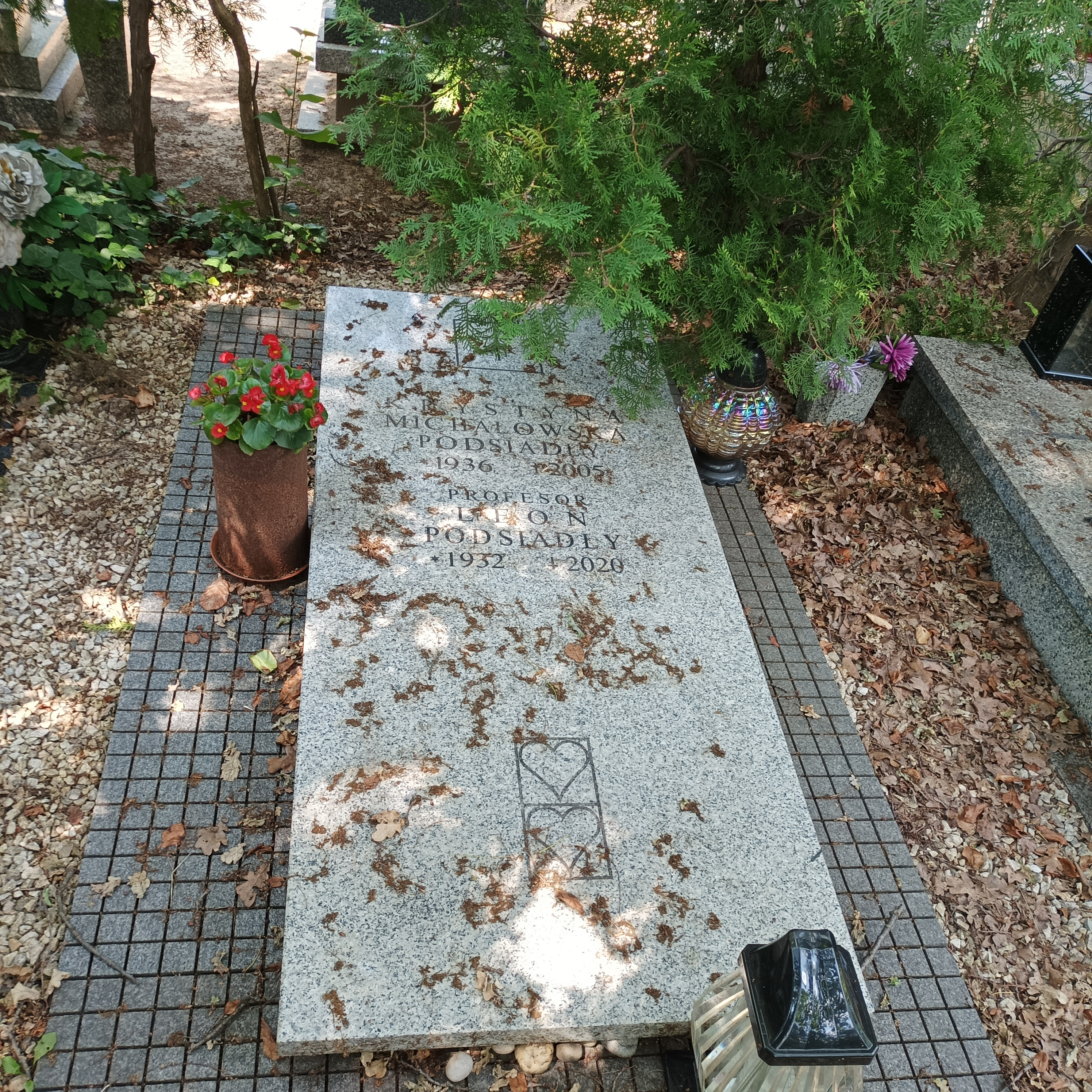
Grób prof. Leona Podsiadłego na Cmentarzu Osobowickim

Zmarł 6 listopada 2020 r. na skutek powikłań po przejściu zakażenia COVID-19. Został pochowany na Cmentarzu Osobowickim we Wrocławiu.
Odznaczony Brązowym Medalem Zasłużony Kulturze Gloria Artis (2014).
Jego syn Dominik został artystą, a córka Magda dziennikarką.